# الطريق الوطنية رقم 9 (المغرب)
الطريق الوطنية رقم 9 هي طريق وطنية تربط بين المحمدية وامحاميد الغزلان، ويبلغ طولها الإجمالي 694 كلم.
عرفت هذه الطريق على مستوى المقطع الرابط بين ورزازات ومراكش عدة إصلاحات مهمة منذ سنة 2014، خصوصاً بالنسبة للمقطع الطرقي الذي يقع على مستوى منعرجات تيشكا، والتي تشكل واحدة من أخطر المقاطع الطرقية التي تسجل حوادث سير خطيرة ومميتة. وقد همت هذه الأشغال تحسين وتوسيع وتقوية الطريق، مع إضافة ممر ثالث خاص بالشاحنات في المقاطع ذات المنحدرات القوية، وتثنية الطريق في بعض المقاطع، وبناء المنشأت الفنية، وتعزيز تجهيزات السلامة والتشوير الأفقي.

## الطرق السريعة
قائمة الطرق السريعة (2×2) التي توجد في الطريق الوطنية رقم 9:
- الطريق السريع المحمدية - برشيد (34 كلم)
- مدخل مراكش من جهة الملعب الكبير لمراكش (10 كلم)
- الطريق السريع مراكش - آيت أورير (27 كلم)